# Joshua Heuston
Joshua Heuston (Sídney, 18 de noviembre de 1996) es un actor y modelo australiano de origen esrilanqués.

## Primeros años y educación
Heuston es de ascendencia anglo-srilankesa. Con una doble titulación, Heuston se graduó tanto con una Licenciatura en Ciencias en ciencias biomoleculares como con una Licenciatura en Comercio de la Macquarie University en 2019. Asistió al Gilroy College en Castle Hill, Nueva Gales del Sur.

## Carrera

### Modelaje
Heuston trabajaba como camarero durante el primer año en la universidad cuando fue ojeado para ser modelo.
Después de pensarlo, exploró la fotografía y el estilo y luego comenzó a publicar seriamente en Instagram y Youtube, donde rápidamente se convirtió en un solicitado creador de contenidos. Heuston ha trabajado en campañas para grandes marcas como Fendi, Gucci, Louis Vuitton, David Jones y Burberry entre muchas otras. Fue invitado a sentarse en la primera fila de la pasarela de Milán y Shanghái para Tommynow Drive by Tommy Hilfiger e hizo un meet and greet para la marca en Sidney.
En 2018, hizo su debut en la Mercedes Benz Fashion Week Australia caminando para la marca 'Justin Cassin'.
En 2020, Heuston formó parte de una campaña para Bumble en Australia en la que aparecía su perfil de citas y fomentaba las "citas virtuales" durante la pandemia.

### Actuación
Heuston declaró que fue "traicionado por su propia timidez" y nunca persiguió el drama mientras estaba en la escuela. Después de aparecer en el video musical de la canción "Sicklaced" de Super Cruel con Cartia Mallan en 2017. Heuston se enamoró de la actuación y comenzó a tomar clases.
El debut actoral de Heuston en la pantalla se produjo en la serie de thriller adolescente de Network 10 Dive Club, protagonizada junto a Miah Maddern y Georgia-May Davis, que se emitió en Network 10 en Australia, seguida de un lanzamiento internacional en Netflix. La serie está ambientada en la ciudad costera ficticia de Cape Mercy y se centra en un grupo de buceadoras oceánicas colegialas. Heuston interpreta el papel de Henry, el chico triste residente de la ciudad con un corazón de oro. La serie se rodó en la Gran Barrera de Coral en Port Douglas, Queensland.
La próxima serie limitada, Letargo literario, será el próximo proyecto actoral de Heuston.